# Kunstwedstrijden op de Olympische Zomerspelen 1924
Kunstwedstrijden maakten op de Olympische Zomerspelen in 1924 in Parijs voor de derde keer deel uit van het Olympisch programma.
Er werden medailles uitgereikt voor werken die geïnspireerd waren door sport in de categorieën: architectuur, literatuur, muziek, schilderen en beeldhouwen.

## Medailleoverzicht
| Categorie    | Goud                                            | Zilver                                                 | Brons                                                                                 |
| ------------ | ----------------------------------------------- | ------------------------------------------------------ | ------------------------------------------------------------------------------------- |
| Architectuur | niet uitgereikt                                 | Alfréd Hajós en Dezső Lauber Plan voor een stadion     | Julien Médecin Stadion van Monte Carlo                                                |
| Literatuur   | Géo-Charles "Jeux Olympiques"                   | Josef Petersen "Euryale" Margaret Stuart "Sword Songs" | Charles Gonnet "Vers le Dieu d'Olympie"" Oliver Gogarty "Ode aan de Tailteann Spelen" |
| Muziek       | niet uitgereikt                                 | niet uitgereikt                                        | niet uitgereikt                                                                       |
| Schilderen   | Jean Jacoby "Corner", "Départ", and "Rugby"     | Jack Butler Yeats "Swimming"                           | Johan van Hell "Patineurs"                                                            |
| Beeldhouwen  | Konstantinos Dimitriadis "Discobole Finlandais" | Frantz Heldenstein "Vers l'olympiade"                  | Jean René Gauguin "Boxer" Claude-Léon Mascaux "Sportmedailles"'                       |

## Status
Ten tijde van de Spelen werden medailles uitgereikt aan de kunstenaars. Achteraf werd door het Internationaal Olympisch Comité (IOC) bepaald dat de kunstwedstrijden niet langer als een officieel onderdeel deel van de Olympische Spelen uitmaakten waardoor ze niet meer voorkomen in de olympische database en niet voorkomen in het medaille-overzicht voor de Olympische Spelen in 1924.
Atletiek · Boksen · Gewichtheffen · Kanovaren (demonstratie) · Kunstwedstrijden · Moderne vijfkamp · Paardensport · Polo · Pelota (demonstratie) · Kunstwedstrijden · Roeien · Rugby · Schermen · Schietsport · Schoonspringen · Tennis · Turnen · Voetbal · Waterpolo · Wielersport · Worstelen · Zeilen · Zwemmen
Stockholm 1912 · 
Antwerpen 1920 · 
Parijs 1924 · 
Amsterdam 1928 · 
Los Angeles 1932 · 
Berlijn 1936 · 
Londen 1948